# UGI Corporation
UGI Corporation est une holding d'entreprises de distribution, composée notamment de deux filiales principales aux États-Unis : Amerigas, leader américain sur le marché du propane, et UGI Utilities, société électrique et gazière de l'est de la Pennsylvanie.
Le groupe est coté au New York Stock Exchange depuis plus de 75 ans, ainsi qu'au Philadelphia Stock Exchange. Après avoir consolidé dans les années 1990 sa position aux États-Unis, il s'est développé, en partie par des acquisitions, en Europe et en Asie dans les années 2000 et 2010.

## Quelques éléments historiques
En 1999, la société fusionne avec Unisource Worldwide, créant un groupe de distribution multi-produits (gaz propane, emballage, maintenance, papiers spéciaux) de plus de  8 milliards de dollars de chiffre d'affaires. Comptant 8 200 salariés, elle vend du gaz à 1 300 000 personnes aux États-Unis. 
Antargaz appartenait auparavant à Antar; elle a fait partie du groupe Elf, sous le nom Elf Antargaz, puis fut cédée à Paribas affaires industrielles en 2001, afin de respecter les lois concurrentielles européennes à la suite de la fusion entre Total et Elf.
En 2004 UGI profite des lois concurrentielles européennes lors de la fusion entre Elf et Total: Antargaz devient une filiale de l'entreprise américaine UGI Corporation. 
FINAGAZ est une marque de la Société ANTARGAZ FINAGAZ, elle-même filiale d'UGI.

## Implantations
UGI est présent dans le GPL à l'international, :
- aux États-Unis avec Amerigas,
- en France, en Belgique, aux Pays-Bas et au Luxembourg avec Antargaz, puis Totalgaz,
- en Autriche, République tchèque, Slovaquie, Pologne, Roumanie, Hongrie et Suisse avec Flaga,
- en Suède, Finlande, Norvège et Danemark avec Kosangas,
- en Grande-Bretagne avec Avantigas,
- en Chine, via un partenariat créé en 1998. Celui-ci gère des stockages pour l'importation du GPL sur les marchés situés le long du  Yang-Tze.